# Ocna Șugatag
Ocna Șugatag é uma comuna romena localizada no distrito de Maramureș, na região histórica da Transilvânia. A comuna possui uma área de 85.2 km² e sua população era de 4185 habitantes segundo o censo de 2007.